# Amaurobioides piscator
Amaurobioides piscator är en spindelart som beskrevs av Henry Roughton Hogg 1909. Amaurobioides piscator ingår i släktet Amaurobioides och familjen spökspindlar. Inga underarter finns listade i Catalogue of Life.